# География на Словения
Словения е държава разположена в Югоизточна Европа, в крайната севорозападната част на Балканския полуостров.

## Географско положение, граници, големина
Словения е разположена в крайните северозападни части на Балканския полуостров и югоизточните разклонения на Източните Алпи. Обща площ  20 273 km². На юг и югоизток граничи с Хърватия 501 km, на североизток с Унгария 116 km, на север с Австрия 330 km и на запад с Италия 218 km. Брегова линия с Адриатическо море 48 km.
Територията на Словения се простира между 45°25′ и 46°52′ с.ш. и между 13°22′ и 16°36′ и.д. Крайните точки на страната са следните:
- крайна северна точка – (46°52′36″ с. ш. 16°14′00″ и. д. / 46.876667° с. ш. 16.233333° и. д.), на граница с Унгария, на 2 km северно от село Марковци.
- крайна южна точка – (45°25′18″ с. ш. 15°10′39″ и. д. / 45.421667° с. ш. 15.1775° и. д.), на левия бряг на река Купа, на границата с Хърватия, на 0,2 km източно от хърватското село Северин на Купа.
- крайна западна точка – (46°17′29″ с. ш. 13°22′39″ и. д. / 46.291389° с. ш. 13.3775° и. д.), на границата с Италия.
- крайна източна точка – (46°28′08″ с. ш. 16°36′37″ и. д. / 46.468889° с. ш. 16.610278° и. д.), на десния бряг на река Мура, на границите с Унгария и Хърватия.

## Релеф
Словения има предимно планински релеф. Северозападната и северната част на страната са заети от хребетите на Източните Алпи (Похоре, Караванке, Савински Алпи, Юлийски Алпи). В Юлийските Алпи се издига най-високата точка на страната връх Триглав (2864 m). В южната част на Словения се простират крайните северозападни разклонения на Динарските планини, в т.ч. варовиковото плато Карст известно със своя характерен карстов релеф и световно известната пещера Постойна. Равнините заемат по-малка част от територията ѝ и са разположени в източната и североизточната част (т.н. равнина Прекомуре) и покрай брега на Адриатическо море.

## Климат
Словения е разположена в умерения климатичен пояс и по-голямата ѝ част има умереноконтинентален климат. В равнините и междупланинските долини средната януарска температура е от 0 до -2°С, а средна юлска 18-19°С. Годишната сума на валежите варира от 800 до 1200 mm (в планините на места над 2000 mm). По адриатическото крайбрежие климатът е субтропичен, средиземноморски.

## Води
Територията на Словения попада в три водосборни басейна. По голямата част от нея принадлежи към Черноморския водосборен басейн. Тук протичат горните течения на десните притоци на Дунав – реките Сава (река) и Драва и левият ѝ приток Мура. Западните райони на страната принадлежат към Адриатическия водосборен басейн, като най-голяма река е Соча (Изонцо) с левите си притоци Идрийца и Випава. Южните части, в района на платото Карст са заети от безотточни области, в които протичат реките Река, Пивка и др. В Алпите са разположени няколко ледникови (Блед и др.) езера, а в безотточните райони – карстови езера.

## Почви
В страната преобладават кафявите горски почви, а в долините и около реките алувиално-ливадни почви.

## Растителност
Горите заемат около 45% от територията на Словения. В страната има около 3200 вида растения, от тях 66 вида са ендемични, а 330 вида са включени в списъка на застрашените. Горите са разположени предимно в планинските райони. По ниските части на склоновете (до височина от около 600 m н.м) са разположени дъбово-габърови гори с примеси от явор и липа, от 600 до 1800 m н.м са разположени буково-елови гори, а над 1800 метра н.м се срещат субалпийски и алпийски ливади. Платото Карст е покрито с оскъдна степна растителност, а по адриатическото крайбрежие виреят средиземноморски храстови формации.

## Защитени територии
Общата площ на защитените територии в Словения е 140 400 хектара, това е около 8 % от територията на страната. Най-известния национален парк в Словения е Триглав.